# Quadrants paradigmes pedagògics

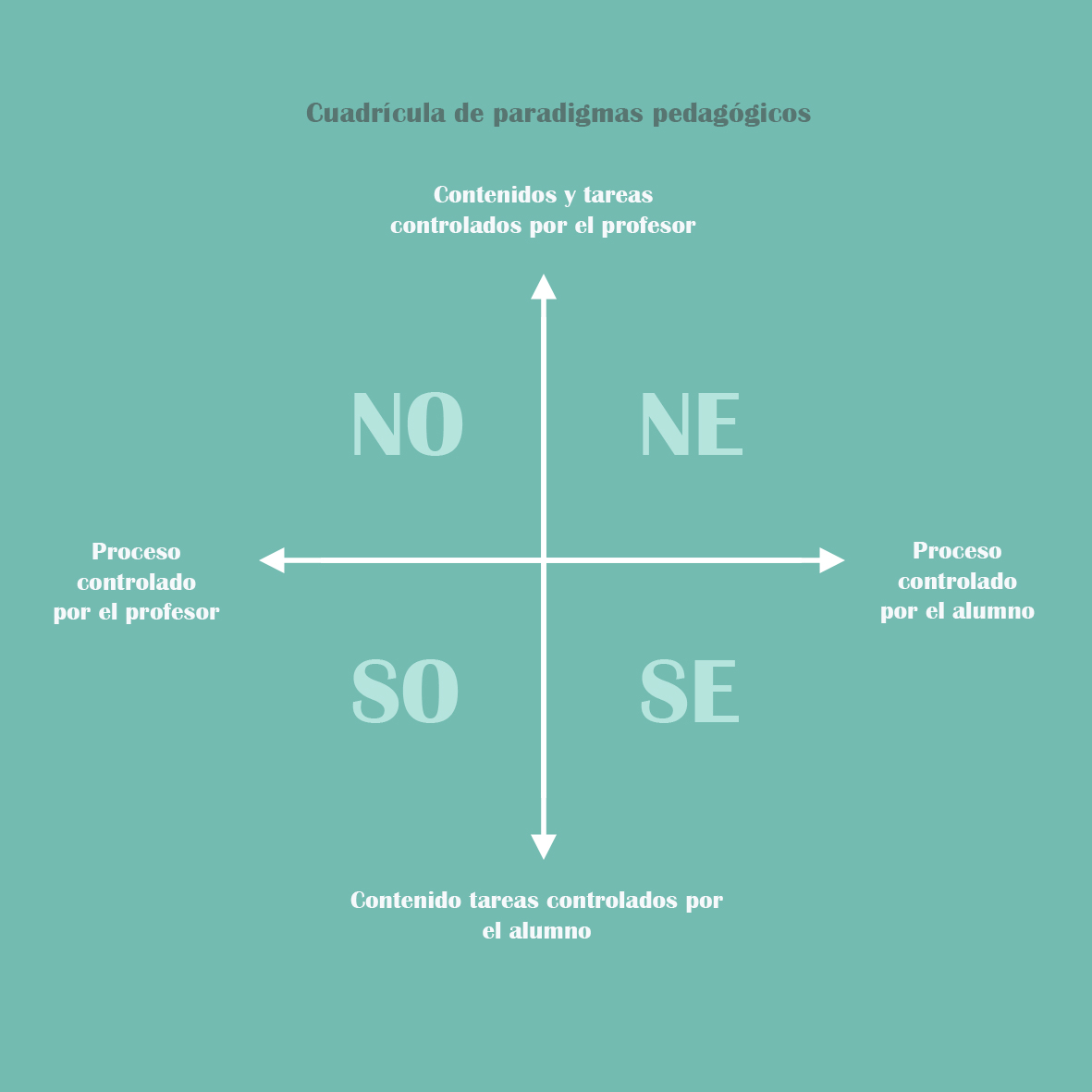

Els Quadrícula paradigmes pedagògics és una teoria elaborada per Coomey i Stephenson el 2001 que proposa un model per caracteritzar els diferents models de pedagogies de l'Aprenentatge virtual i facilitar la comunicació entre els diferents actors que participen en el seu disseny i elaboració.

## Descripció
Aquest model consisteix a disposar dels diferents models pedagògics sobre una quadrícula i establir l'espectre de control dels seus participants. Aquesta quadrícula està organitzada en funció de dos eixos cardinals. L'eix X, l'eix horitzontal representa el grau de control sobre el procés d'aprenentatge. A l'oest (O) de la taula el procés és controlat pel professor, a l'est (E) aquest és controlat per l'alumnat. L'eix Y, l'eix vertical representa el grau de control sobre el contingut i les tasques. Al nord (N) de la taula els continguts i les tasques són controlades pel professor, al sud (S) aquestes són controlades per l'alumnat. Coomey i Stephenson van realitzar 100 estudis de cas i van identificar quatre elements claus per a l'èxit per a tots els enfocaments pedagògics, indiferentment del seu quadrant. Aquests elements clau són el diàleg, la implicació, el suport i el control (DISC).
Al quadrant nord-oest (NO) el procés d'aprenentatge, els continguts i les tasques són controlades pel professor, quedant poc marge per a la iniciativa per part de l'alumne. Al quadrant nord-est (NE) el professor estableix el contingut i les tasques a realitzar però l'alumnat controla el procés, decideix la manera de treballar i la tasca específica a realitzar. Al quadrant sud-oest (SO) el professor controla el procés però és les tasques i el contingut son controlades per l'alumnat. L'alumnat té major llibertat per realitzar les activitats d'aprenentatge perquè són obertes, encara que venen determinades pel professor. Al quadrant sud-est (SE) el procés, el contingut i les tasques són controlades per l'alumnat que és qui controla tota la direcció general del seu propi aprenentatge. L'alumnat també té llibertat per a realitzar les activitats, que són de final obert i gestionades per ell mateix. 